# Burlioncourt

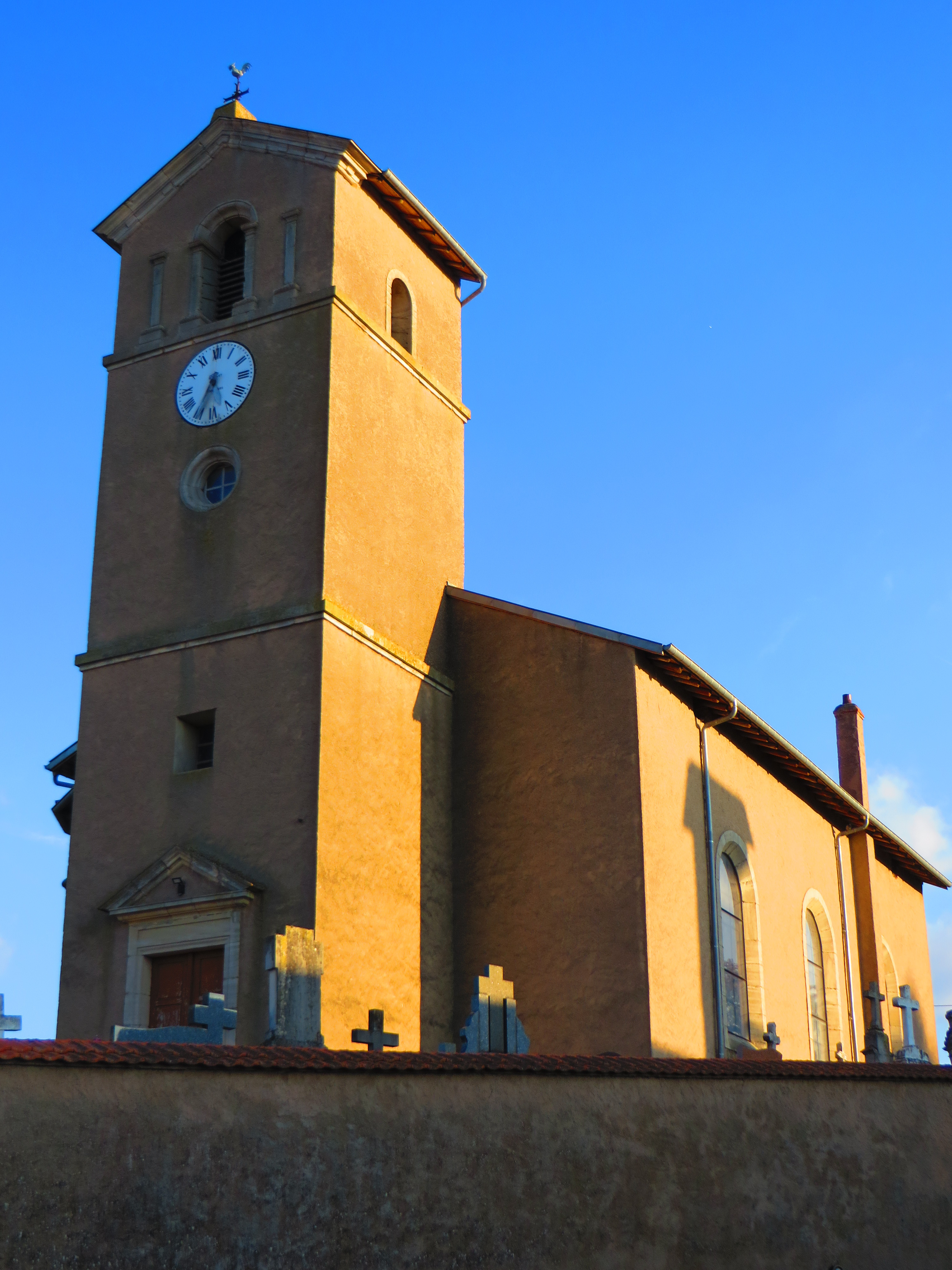
Kirche Saint-Léger

Burlioncourt ist eine französische Gemeinde mit 123 Einwohnern (Stand 1. Januar 2022) im Département Moselle in der Region Grand Est (bis 2015 Lothringen). Sie gehört zum Arrondissement Sarrebourg-Château-Salins, zum Kanton Le Saulnois und zum Kommunalverband Saulnois.

## Geographie
Burlioncourt liegt in Lothringen, 41 Kilometer südöstlich von Metz und 34 Kilometer nordöstlich von Nancy im Saulnois (Salzgau) auf einer Höhe zwischen 207 und 307 Metern über dem Meeresspiegel. Das Gemeindegebiet umfasst 7,39 Quadratkilometer.

## Geschichte
Die Ortschaft gehörte früher zum Herzogtum Lothringen und dem Bistum Metz. 1266 wurde Burlioncourt als Bruilloncort im Kopialbuch der Abtei von Salival, die heute auf dem Gemeindegebiet von Moyenvic liegt, erstmals urkundlich erwähnt. Im 15. Jahrhundert tauchte die Ortschaft als Brulloncuria erneut in diesem Kopialbuch auf. Der Ortsname könnte aus dem latinisierten germanischen Namen Brodlonus und der Ortsendung -court, für „Hof“, zusammengesetzt sein und „Hof des Brodlonus“ bedeuten. Es gibt auch einen Familiennamen Burlion, der besonders in den Départements Nord und Aisne sowie in Belgien verbreitet ist und möglicherweise ebenfalls aus dem germanischen Namen entstanden ist.
Die Pfarrei von Burlioncourt gehörte dem Erzpriester von Haboudange (Habudingen), der dem Bistum Metz unterstellt war. Die Ortschaft selbst gehörte zur 1234 eingerichteten  Kastellanei von Vic-sur-Seille, die ebenfalls dem Bistum Metz unterstand.
1793 erhielt Burlioncourt im Zuge der Französischen Revolution (1789–1799) den Status einer Gemeinde und 1801 das Recht auf kommunale Selbstverwaltung. Es gehörte von 1801 bis 1871 zum damaligen Département Meurthe.
Durch den Frankfurter Frieden vom 10. Mai 1871 kam die Region an das deutsche Reichsland Elsaß-Lothringen, und das Dorf wurde dem Kreis Château-Salins im Bezirk Lothringen zugeordnet. Die Dorfbewohner betrieben  Getreide-, Wein-, Obst-, Gemüse- und Hopfenbau. Nach dem Ersten Weltkrieg musste die Region aufgrund der Bestimmungen des Versailler Vertrags 1919 an Frankreich abgetreten werden. Das Departement Mosel wurde in Département Moselle umbenannt.  Im Zweiten Weltkrieg war die Region von der deutschen Wehrmacht besetzt.
Burlioncourt gehörte als französischsprachige Ortschaft zu den 247 letzten Gemeinden, deren Name am 2. September 1915 eingedeutscht wurde. Der Name wurde in „Burlingshofen“ geändert und war bis 1919 offizieller Ortsname.

## Demographie

### Bevölkerungsentwicklung
| Jahr      | 1962 | 1968 | 1975 | 1982 | 1990 | 1999 | 2007 | 2019 |
| Einwohner | 185  | 171  | 159  | 180  | 162  | 181  | 177  | 123  |

## Wappen
Das Wappen der Gemeinde ist rot mit zwei silbernen Lachsen, die Rücken an Rücken stehen. Zwischen ihnen befinden sich im oberen und unteren Teil des Wappens zwei goldene Kiesel. Die Lachse findet man ebenfalls auf dem Wappen der Abtei von Salival und die Kiesel auf dem Wappen des Bistums Metz.

## Infrastruktur
Der nächste Flughafen ist der Flughafen Metz-Nancy-Lothringen, er liegt 27,3 Kilometer nordwestlich von Burlioncourt.